# Büntetés-végrehajtási Dolgozók Országos Szakszervezeti Szövetsége
A Büntetés-végrehajtási Dolgozók Országos Szakszervezeti Szövetsége (röviden BVDOSZ) az FRDÉSZ egyik tagszervezete.

## Vezetőség
- elnök: Csurel János
- titkár: Markó Rajmund
- költségvetési elnök: Tarjáni Árpád
- költségvetési titkár: Rupáner Zoltán
- gazdasági elnök: Molnár Ilona
- gazdasági titkár: Harmati Lajosné